# Eneida

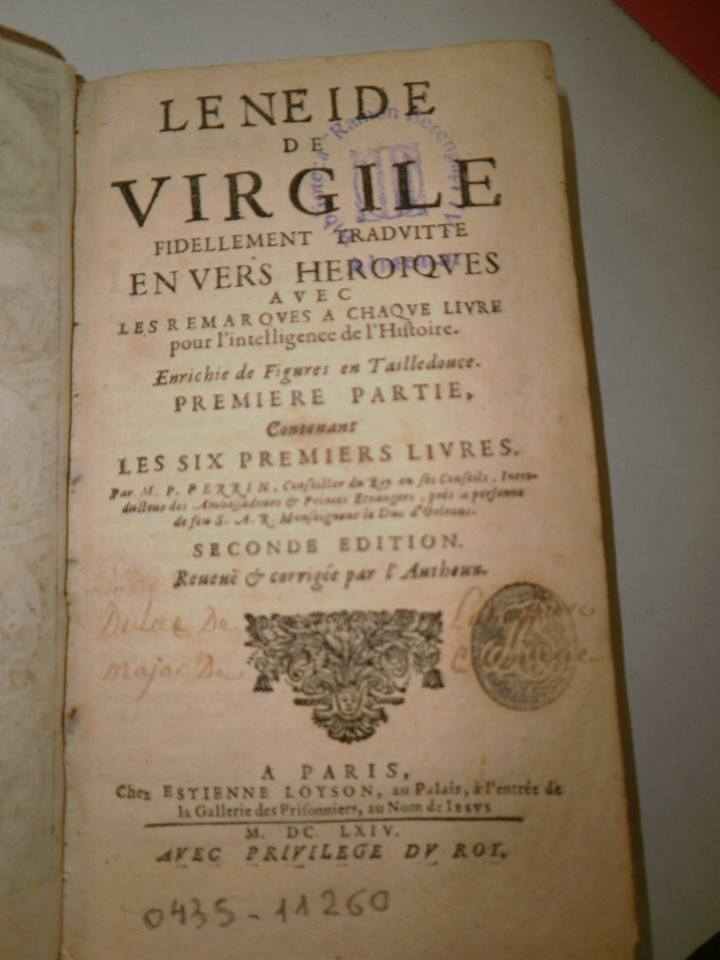
Versió francesa de lEneida conservada al Fons Melcior de la Biblioteca d'Almenar

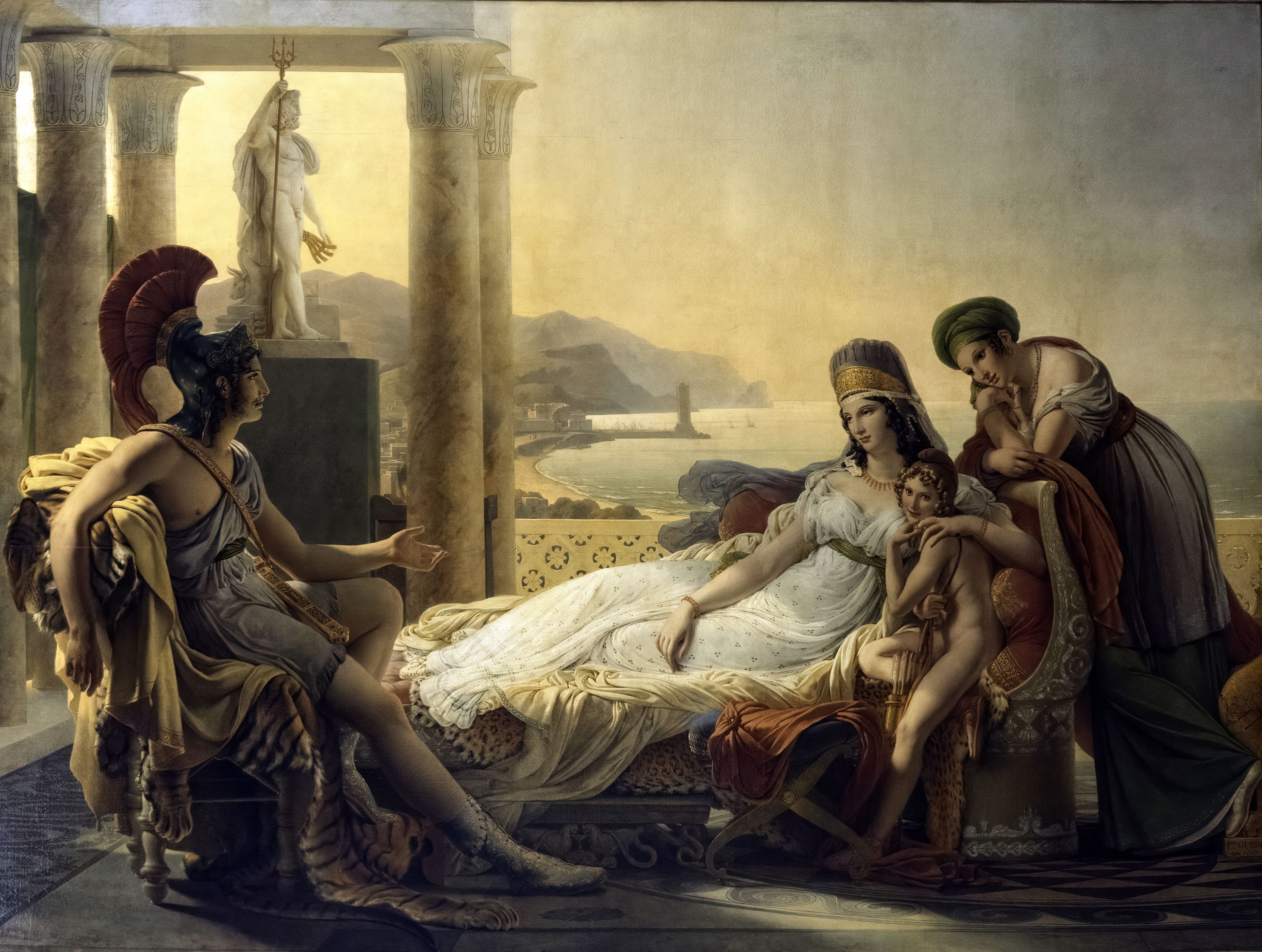
Enees informa Dido sobre la caiguda de Troia (Pierre-Narcisse Guérin, 1815)

L'Eneida és un poema èpic escrit per l'autor romà Virgili al segle i aC per explicar la història d'Enees, un heroi que fuig de Troia i acaba sent el fundador mític de Lavínium. És una de les obres més famoses de la literatura llatina i el seu inici (Arma virumque cano, 'canto les armes i un home') és una de les frases cèlebres de la història de la literatura. La influència d'Homer és evident en la seva composició i estil.

## Argument
L'Eneida es divideix en dues parts. Els primers sis llibres, que segueixen de prop el model de l'Odissea, narren el viatge del protagonista cap a la península Itàlica, mentre que la segona part (llibres VII-XII), que s'inspira en la Ilíada, narra les guerres que van tenir lloc en aquest territori. Després d'invocar les muses, Virgili explica el ressentiment de la deessa Juno contra Troia; ella serà l'antagonista que intentarà evitar que Enees compleixi el seu destí: fundar una nova ciutat. La història comença enmig del mar i es recorda la caiguda de Troia amb el cavall de fusta i l'ordre de Venus cap a l'heroi. Els llibres II i III són relats dins del relat. Enees, a petició de Dido, conta la caiguda i el saqueig de Troia (llibre II) i les tribulacions patides per ell mateix des d'eix esdeveniment (llibre III). Una tempesta fa desviar la flota cap a Cartago, on Enees i la reina Dido s'enamoren. Ell l'abandona a desgrat per complir la seva missió i la ira de la dona (que se suïcida) serà la causa mítica que explicarà l'enemistat entre Roma i Cartago en les guerres púniques. Enees baixa a l'inframon, on l'esperit del seu pare mort, Anquises, li explica el futur de Roma com a governant del món. Després arriba finalment a la regió del Latium i acaba la primera part. Juno instiga els habitants de la zona a començar una sèrie de guerres per tractar d'impedir l'èxit d'Enees. El líder rival s'anomena Turnus i traeix els pactes que li ofereixen. Mor en un combat individual contra el protagonista, que venja la mort del seu millor amic clavant-li una llança a la cama. L'obra roman inacabada per la mort de Virgili, sense completar el matrimoni amb Lavínia, que donaria lloc a l'ètnia romana com s'explica en les profecies.

### Llibre I
Juno, sabedora del destí de glòria que espera als troians –que fundarien Roma-, intenta impedir que aquests arribin a Itàlia. Per això, demana a Èol (fill d'Hípotes) que, amb els seus vents, els faci naufragar. A canvi li ofereix una nimfa per esposa. Aquest accepta i els troians acaben dispersant-se pel mar. Neptú percep l'acte d'Èol com una injúria, ja que l'oceà és el seu imperi. Llavors, ajuda els troians a arribar a les platges de Líbia, però no arriben tots junts, sinó en dos grups. Mentrestant Venus, mare d'Enees, hi intervé presentant-se sota la figura d'una verge espartana i els informa que les terres on es troben són de la reina Dido. L'espòs de Dido, Siqueu, havia estat assassinat per Pigmalió, germà de Dido, i llavors ella va fugir i va formar una ciutat en eixes terres que va comprar. Enees es dirigix a la ciutat i quan arriba veu els companys que havia perdut, els quals també arriben per demanar hospitalitat a Dido. Llavors aquest es presenta i la reina Dido els acull. Venus, amb la intenció que Dido tracte Enees perquè així es quede i no puga fundar Roma, demana al seu fill Cupido que reemplace Ascani i produïsca en Dido amor per Enees. Aquest accedix. En la reunió, Dido demana a Enees que conte les seues desgràcies.

El viatge d'Enees.

### Llibre II
El relat de la presa de Troia s'obri amb l'episodi del cavall de Troia: Ulisses, junt amb altres soldats grecs, s'oculta dins el cavall de fusta "alt com una muntanya" mentre que la resta de les tropes gregues esperen a l'illa de Tènedos, enfront de Troia. Els troians, ignorant l'engany, entenen que els grecs han fugit i fan entrar el cavall a la seua ciutat. Pensen que es tracta d'una ofrena als déus, malgrat les advertències de Laocoont, que és assassinat per dos monstres marins junt amb els seus dos fills. Arribada la nit, Ulisses i els seus hòmens ixen del cavall, obrin les portes de la ciutat i sotmeten Troia "al foc i el terror". En el moment de l'assalt, Enees, adormit, veu Hèctor, que en els seus somnis li anuncia la fi de Troia i li ordena fugir.
Els sorolls del combat acaben per despertar-lo, i veient la seua ciutat en flames i lliurada a mans dels grecs decideix lluitar fins a la mort junt amb els seus companys. Visita el palau de Príam i contempla la mort del fill d'aquest, Polites, a mans de Pirros, que després decapita el rei de Troia. Enmig del caos veu Helena i es disposa ple d'ira a castigar la culpable de la guerra. Venus, sa mare, se li apareix i el commina a contenir-se: els vertaders culpables són els déus, no Helena. Després l'insta a cercar la seua família per fugir de Troia. Enees cerca son pare Anquises i el seu fill Ascani. Anquises refusa inicialment de marxar, fins que un presagi diví el convenç. Parteixen llavors de la ciutat en flames. Havent perdut de vista la seua dona, Creüsa (filla de Príam), torna a Troia. Finalment, després de trobar l'aparició de Creüsa, torna amb els seus als afores de Troia, on prepara el que és necessari per a la partida.

### Llibre III
Per tant, Enees fuig amb els seus, primer cap a la ciutat dels tracis, que eren els seus amics. No obstant això, l'ànima de Polidor els diu que el rei de Tràcia estava a favor dels grecs. Es dirigixen llavors cap al rei d'Aní. Allí escolten dels oracles d'Apol·lo que han de fundar una nova ciutat on viuran els seus descendents. Anquises pensa que es refereix a Creta, on va nàixer el seu ascendent Jove, i allí es dirigeixen i funden la ciutat de Pèrgam. Sobrevé una pesta i Anquises demana a Enees que escolte novament l'oracle d'Apol·lo. No obstant això, açò no va ser necessari, perquè en somnis se li va dir a Enees que les terres a què es referia Apol·lo eren les d'Itàlia o Laci. Anquises recorda que allí va nàixer el seu ascendent Dàrdan i decideix viatjar a eixos llocs. Així, es dirigeixen a les illes del mar Jònic. Allí tenen una trobada amb Celé i altres harpies. Els troians mengen dels seus ramats i llavors elles els ataquen. Ells es defensen ferament i per això Celé li vaticina que patirà fam quan arribe a Roma. Darrere d'uns viatges, Enees s'assabenta que Hel·lé, fill de Príam, regnava en una ciutat pròxima –perquè s'havia casat amb la viuda de Pirros– i cap allí es dirigeixen. Veuen allí també Andròmaca. Hel·lé li prediu que arribarà a Itàlia, però per a entrar-hi haurà de patir un poc, perquè hi habitaven grecs. Li diu que ha de cuidar-se també de Caribdis i Escil·la (filla de Forcis). Li aconsella que implore el numen de Juno i que escolte els oracles de la Sibil·la. Continuant el seu viatge, van passar pel promontori de Cerauni i van arribar prompte a Itàlia. Es dirigeixen, no obstant això, a les costes dels ciclops. Allí es troben amb un grec, Aquemènides, a qui Ulisses havia abandonat. Ell els demana que el porten amb ells i els aconsella escapar prompte. En aquell moment ja venien els ciclops a atacar-los, però no van ser atrapats. Passen per Ortígia i després pel port de Trapani, on li arriba la mort a Anquises. Enees acaba el seu relat.

### Llibre IV

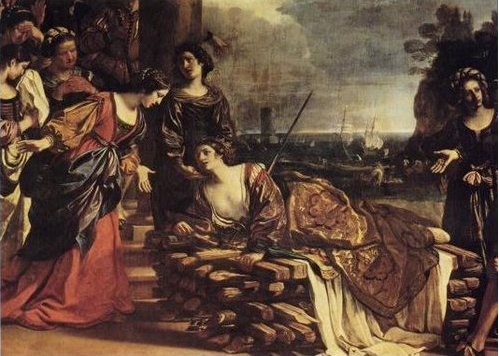
Moment en què Dido es col·loca sobre la pira i es clava l'espasa d'Enees

La reina Dido, gràcies a l'acció de Cupido, s'enamora d'Enees i eixos sentiments els conta a la seua germana Anna. Ella li recomana deixar fluir eix amor, però encara recorda el seu difunt espòs Siqueu. Quan Juno s'adonà de tot, s'alià amb Venus per aconseguir que Enees s'enamore també d'ella. El seu objectiu era que Enees es quedara allí per sempre. Venus accedeix. Quan Enees i Dido ixen de caça, hi ha una pluja i ells s'amaguen en la mateixa cova i allí s'amen. Arriba açò a les oïdes de Júpiter i, tement que Enees detinga el seu viatge, envia a Mercuri perquè li recorde al troià que el seu destí és fundar Roma. Ja Enees estava armant una gran ciutat amb Dido i en rebre aquest missatge no sap com dir-li-ho a Dido. Aconsegueix enviar a Sergestos, Serest i Mnesteu que preparen sigil·losament l'esquadra. Dido s'assabenta i s'enfronta a Enees. Aquest es defèn parlant del seu destí, però ella no accepta eixa excusa. Amb tot, li permet anar-se'n. Mercuri se li presenta novament al troià perquè avance la seua partida. Enees, llavors, parteix immediatament amb els seus hòmens. Dido, enganyant els seus fent veure que feia unes libacions, se suïcida.

### Llibre V
Es dirigixen els troians a les terres del seu amic Acestes. Aquest els rep bé. Es complia ja un any de la mort d'Anquises i llavors Enees va celebrar-ne els funerals. Després d'això, va haver-hi jocs. Cloant venç en navegació. En la cursa, Nisos i Sali entropessen i llavors venç Euríal, però els tres reben premis. En la lluita ningú vol enfrontar-se a Dares, fins que l'ancià Entel accedix a fer-ho i el venç. En el tir amb arc venç Acestes. Després Ascani va fer una representació de la guerra amb els seus amics. Juno envia Iris perquè promoga en les dones troianes el desig de no viatjar més. Pren Iris la forma de l'anciana Bèroe i fa allò que s'ha encarregat, iniciant l'incendi de les naus. Descobrixen la divinitat del personatge, però així i tot continuen les dones amb l'incendi. Eumel informa Enees, el qual acudix al lloc immediatament. Llavors prega a Júpiter que l'ajudi i aquest deté l'incendi. Nautes li recomana que permeta que es queden en eixa ciutat els que ja no volien viatjar. Enees està encara indecís, quan en la nit se li apareix son pare, Anquises: li recomana que faça el que Nautes diu i li demana que el visite en l'Avern. Per arribar havia de visitar Sibil·la i oferir sacrificis. Enees comunica tot això als seus hòmens i s'afanyen a partir. Mentrestant, Venus prega a Neptú que els troians no patisquen mals. Est li promet que arribaran a les portes de l'Avern només amb un home menys. Precisament, la son fa que Palinur, el pilot de la nau, en caiga i mora.

### Llibre VI

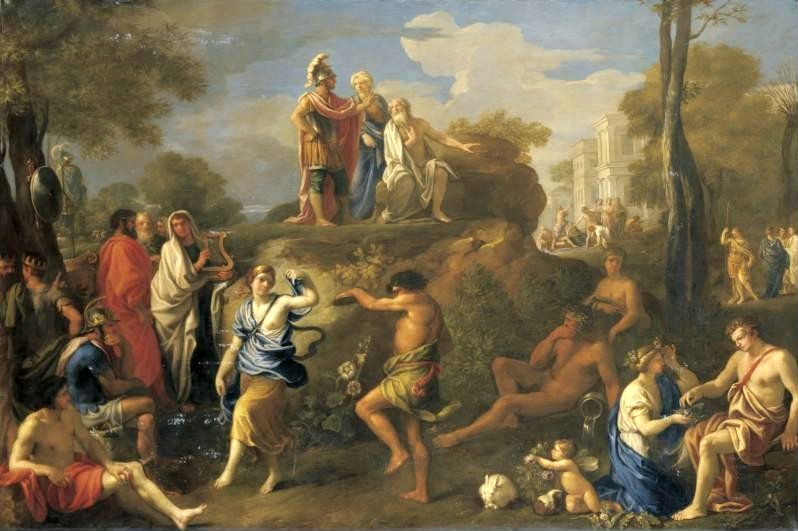
Alexandre Ubeleski (1649 – 1718): Enees i Anquises en l'Hades (Eneasz i Anchizes w Hadesie).

Aconsegueix Enees per fi arribar a les costes d'Itàlia. Un cop ha arribat a Cumes, es dirigeix a la caverna que habita la Sibil·la, i aquesta li narra els successos que esdevindran per l'arribada d'Enees. Alhora aquest demana que el condueixi als inferns per buscar son pare. Ella li respon que per arribar-hi ha d'apoderar-se abans del ram d'or amagat, que com a tribut haurà d'oferir-li a Prosèrpina. L'heroi descobreix on està, mentre tallava llenya per la pira que estaven fent per a un dels seus companys mort fa poc. Es dirigeix als inferns amb la Sibil·la. Allà es troba amb diferents personatges: Palinur, el qual li explica que no va morir al mar, sinó a les costes a mans d'uns enemics, el barquer Caront, el ca Cerber, Dido, etc. Pel camí contempla el Tàrtar, morada dels culpables, i els Camps Elisis, morada dels que van ser bons. Allà es troba amb el seu pare, que li fa grans prediccions. Surt l'heroi finalment dels inferns.

## Temes

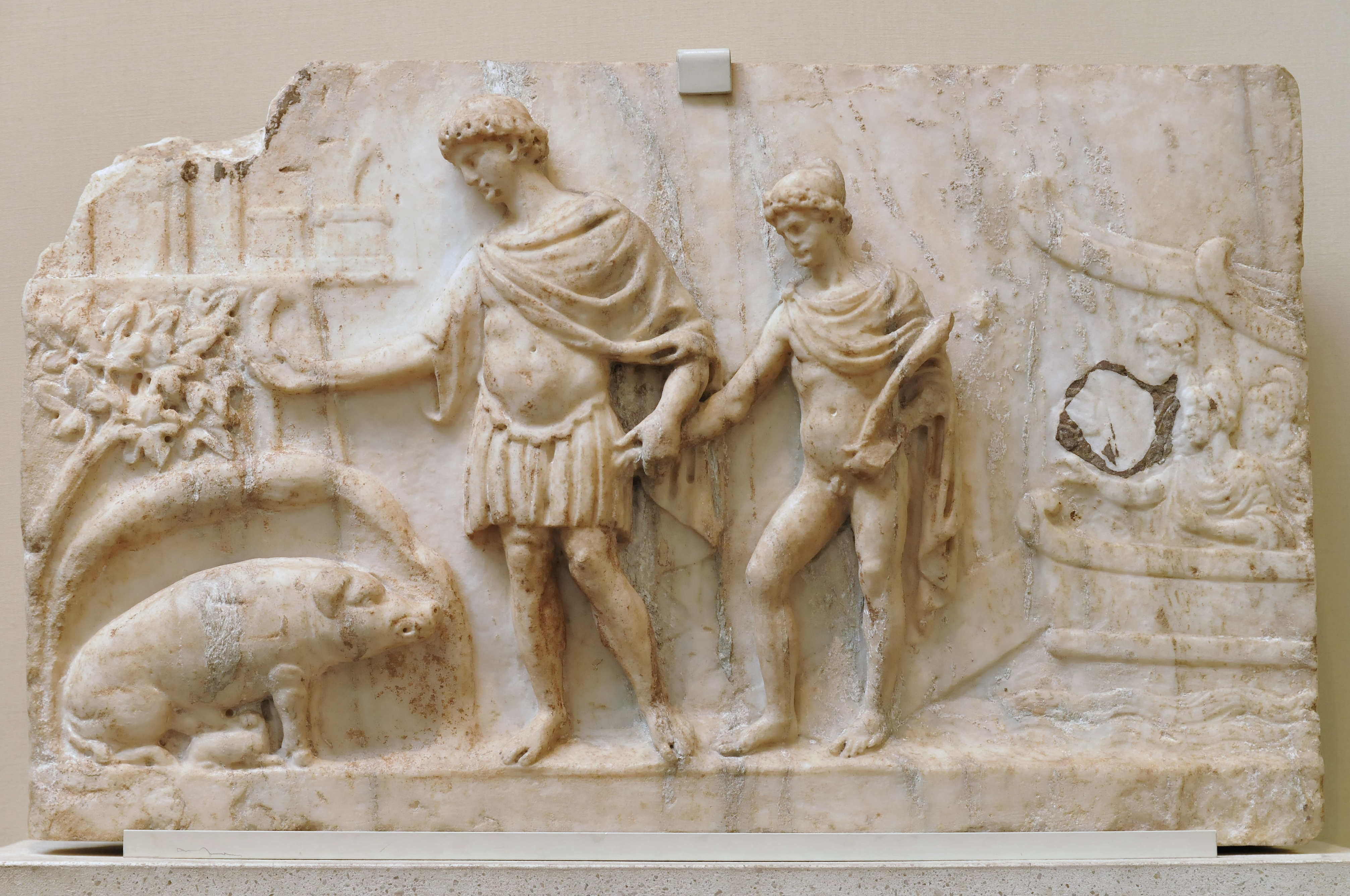
Enees desembarca a les ribes del Latium amb el seu fill; una truja li indica on fundar la seva ciutat. Relleu en marbre, obra romana, 140-150 dC

L'emperador August va manar a Virgili que compongués aquesta obra per donar un referent al poble en una època d'inestabilitat política. Per això la missió i l'ordre apareixen com l'autèntic sentit de la vida dels herois. Enees, troià descendent de Júpiter, seria un avantpassat d'August, que adquirirà així legitimitat juntament amb els seus descendents (dinastia julioclàudia). En el llibre VI de l'obra, Enees viatja als inferns i es retroba amb el seu pare mort, que li anuncia la futura arribada d'una nova edat d'or liderada per l'emperador August, que portarà la seva sang. El llibre conté així mateix un missatge sobre la missió imperial de conquerir i civilitzar d'altres pobles d'Europa mitjançant la romanització i implantació dels valors romans. Aquesta èpica és, doncs, llegible des d'una perspectiva política, sent com és una obra encarregada per justificar el poder d'August, amb qui comença efectivament l'Imperi Romà.
A diferència dels seus models hel·lenístics d'origen oral, l'Odissea i la Ilíada, arcaiques, mítiques i ingènues en la seva concepció del món i la presentació dels seus temes, l'Eneida és una èpica culta nascuda en un clima intel·lectual totalment diferent, farcida d'al·legories i reinterpretacions de mites i llegendes preexistents. L'obra s'estructura a base d'oposicions encarnades en els seus personatges principals. Enees representa la pietat filial, per l'amor al seu pare i l'obediència a Venus i a la pàtria, seguint l'ideal romà de la pietas, mentre que Dido i Turnus representen el furor, la falta de mesura de Juno, protectora de Cartago i enemiga dels troians. L'equilibri era un ideal grec heretat pels romans. El tema del lliure albir i el destí es planteja en la història de Dido, en què Enees renuncia al seu amor pel deure.

## Característiques
El poema està escrit en hexàmetres, la mètrica tradicional de l'èpica. Igual que el model de l'Odissea, de qui vol ser una versió llatina, comença in media res per recordar el passat guerrer, centrar-se en el retorn-arribada a casa i el conflicte desfermat per qui vol usurpar el lloc de l'amo.
Donat el seu abrupte final, durant el Renaixement se'n van publicar diverses continuacions, que van acabar desapareixent. El final actual ajuda a donar un contundent missatge contra la violència injusta. Fos perquè estava inacabada, per voler desvincular-la de la propaganda imperial o perquè no estava satisfet amb el resultat, Virgili demanà abans de morir que cremessin l'Eneida, petició que no va ser atesa i que ha permès conservar aquest clàssic.

## Versions catalanes
- M. Garcia i Silvestre (El Poble Català, 1916), en prosa.[1]
- Llorenç Riber i Campins (Editorial Catalana, 1917-1918, 2 vol.), en decasíl·labs.
- Miquel Dolç i Dolç (Alpha, 1955), en hexàmetres.
- Miquel Dolç i Dolç (Fundació Bernat Metge, 1973-78, 4 vols.), en prosa.
- Joan Bellès i Sallent (Empúries, 1999), en prosa.